# Liste der Biografien/Env
Liste der Biografien |
Portal Biografien |
Personensuche
# |
A |
B |
C |
D |
E |
F |
G |
H |
I |
J |
K |
L |
M |
N |
O |
P |
Q |
R |
S |
T |
U |
V |
W |
X |
Y |
Z |
?
 
Ea |
Eb |
Ec |
Ed |
Ee |
Ef |
Eg |
Eh |
Ei |
Ej |
Ek |
El |
Em |
En |
Eo |
Ep |
Eq |
Er |
Es |
Et |
Eu |
Ev |
Ew |
Ex |
Ey |
Ez
 
Ena |
Enb |
Enc |
End |
Ene |
Enf |
Eng |
Enh |
Eni |
Enj |
Enk |
Enl |
Enm |
Enn |
Eno |
Enq |
Enr |
Ens |
Ent |
Enu |
Env |
Enw |
Enx |
Eny |
Enz
Die Liste der Biografien führt alle Personen auf, die in der deutschsprachigen Wikipedia einen Artikel haben. Dieses ist eine Teilliste mit 4 Einträgen von Personen, deren Namen mit den Buchstaben „Env“ beginnt.

## Env

### Enve
- Enver Pascha (1881–1922), osmanischer Politiker, General und Kriegsminister des Osmanischen Reichs, jungtürkischer NationalistEnver Pascha (1881–1922)

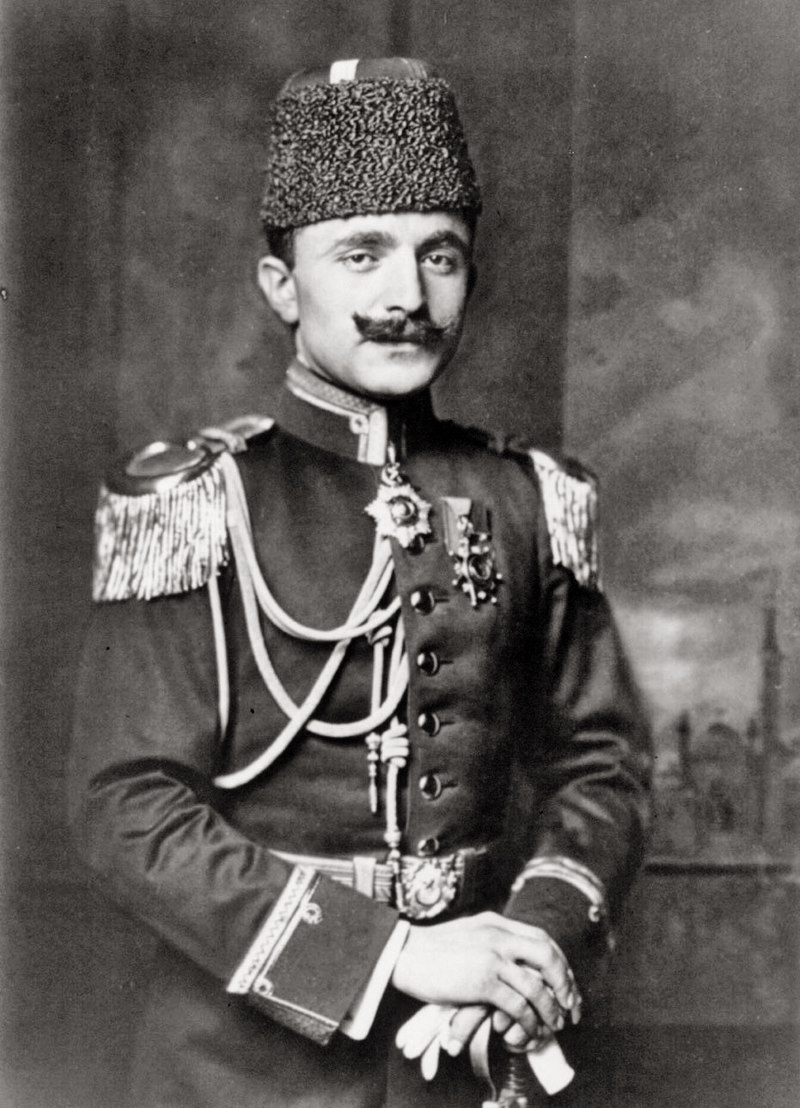
Enver Pascha (1881–1922)

- Enver, Aslı (* 1984), türkische Schauspielerin
- Enverga, Celestino Rojo (1924–1990), philippinischer Geistlicher, Bischof von Daet

### Envy
- Envy (* 1987), britische Grime-Rapperin